# Otto von Gierke

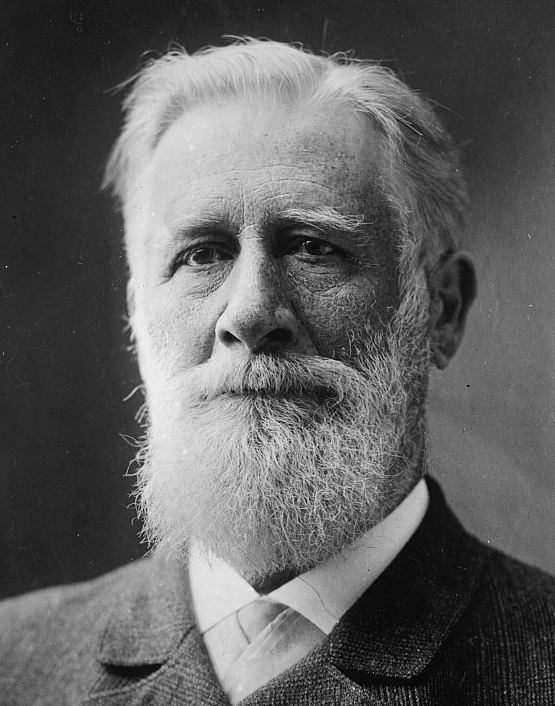
Otto von Gierke.

Otto Friedrich von Gierke, född 11 januari 1841 i Stettin, död 10 oktober 1921 i Charlottenburg, var en tysk jurist.
Gierke blev 1871 extra ordinarie professor vid Berlins universitet, 1872 ordinarie professor i tysk rätt i Breslau, förflyttades 1884 till Heidelberg och blev 1887 professor i tysk privat- och statsrätt vid Berlins universitet. Han adlades 1912. Både som universitetslärare och genom sitt omfattande och djuptänkta författarskap intog han en av de allra främsta platserna inom den dåtida tyska rättsvetenskapen. 
Bland Gierkes många arbeten märks bland annat de stort anlagda verken Das deutsche Genossenschaftsrecht (tre band, 1868-81) med tilläggsbandet Die Genossenschaftstheorie und die deutsche Rechtssprechung (1887) och Deutsches Privatrecht (I 1885, II 1905) samt bland hans smärre skrifter Die Grundbegriffe des Staatsrechts und die neuesten Staatsrechtstheorien (i "Zeitschrift für die gesammte Staatswissenschaft", 1874), den spirituella skriften Der Humor im deutschen Recht (1874, andra upplagan 1886) och det för kännedomen om 1500-talets statsteorier grundläggande arbetet Johannes Althusius und die Entwickelung der naturrechtlichen Staatstheorien (1880, utökad upplaga 1902). Stor uppmärksamhet väckte 1888 hans skarpa kritik av första förslaget till lagbok för Tyska riket. Han var utgivare av "Untersuchungen zur deutschen Staats- und Rechtsgeschichte" (från 1878).